# Мстивой II (князь Східної Померанії)
Мстивой II (пол. Mściwój II; *1220 — †25 грудня 1294) — останній незалежний князь Східної Померанії (Померелії) у 1270—1294 роках.

## Життєпис

### Молоді роки
Походив з династії Собіславичів. Старший син Святополка II, князя Східної Померанії, та Євфросини (доньки Одона П'яста). Народився десь близько 1220 року. У 1230 році втратив матір. Після народження зведеного брата Вартіслава стосунки з батьком погіршилися. Перша згадка в хроніках відноситься до 1231 року.
У 1243 році під час війни з Тевтонським орденом Святополк II віддав Мстивоя лицарям-тевтонцям як заручника. У полоні він перебував до 1248 року (деякий час навіть в австрійському замку).
Після повернення на батьківщину у 1250 році отримує князівство Свецьке. Разом з тим був віддалений від батьківського двору. Того ж року одружився з представницею саксонських Веттінів.
Ще у 1264 році уклав в Камміні угоду з Барнімом I Грифичем, герцогом Померанії, щодо визнання того спадкоємцем в обмін на підтримку Мстивоя у боротьбі за владу. Тому після смерті Святополка II Мстивой отримав невеличкі володіння в додаток до Свецького князівства.

### Боротьба з родичами
У 1267 році надав допомогу Вартіславу II у боротьбі з Тевтонським орденом, проте вже у 1268 році війну було припинено. Разом з тим Мстивой II почав готуватися до боротьби за Східну Померанію. Для цього у 1269 році уклав договір в Арнсвальді (сучасне Хощно) з Оттоном IV і Конрадом I Асканіями, маркграфами Бранденбург-Стендаль, щодо фінансової допомоги Мстивою II в обмін на низку феодів в Свецькому князівстві. У 1270 році передав Віславу II, князю Рбгена, міста Рюгенвальд та Славно.
У 1270 році виступив проти зведеного брата Вартіслава II, переміг його, змусивши тікати до Куявії. Того ж року виступив проти стрийка Самбору II, відібравши Тчевське та Любішевське князівства. Втім, того ж року Мстивой II стикнувся з повстанням прихильників Вартіслава II. За цих обставин передав Гданськ Конраду, маркграфу Бранденбург-Стендаль в обмін на військову допомогу.
У 1272 році після смерті іншого стрийка Ратибора, захопив Білогардське князівство. Того ж року повернув собі Гданськ, відібравши його в Конрада I Асканія. Втім, лише у 1273 році зміг остаточно закріпитися у владі. Також було відбито спроби Самбора II за підтримки тевтонців повернути свої володіння.

### Князювання
Задля зміцнення свого становища уклав військовий союз з Болеславом I Побожним, князем Великої Польщі та Сілезії, який було спрямовано проти Куявії та Тевтонського ордену. Втім, останній завдав поразки Мстивою II наприкінці 1273 або на початку 1274 року, в результаті чого князь Східної Померанії поступився ордену низкою замків на правобережжі Вісли та великим лівобережним містом-фортецею Гнев. В цей час задля забезпечення миру на західних кордонах уклав союзи з Бранденбургом та герцогством Померанія.
Продовжував політику, спрямовану на союз із Сілезькими П'ястами, одружившись у 1275 році з донькою князя Опольського. Того ж року відібрав у князівства Рюген міста Славно і Рюгенвальд, але у 1277 році через нестачу коштів заклав їх Бранденбурзькому маркграфству за 3600 срібних марок. У 1278 році було підтверджено військовий союз з Болеславом I, князем Великої Польщі, 1279 році — підтверджено з наступником останнього — Пшемислом II.
В цей період збільшується кількість німецьких колоністів Гданська та навколишніх сіл: їх князь запрошував з різних міст Німеччини, Фландрії та Брабанту. У 1280 році налагодив відносини з Куявськими П'ястами.
15 лютого 1282 року в Кемпно відбулася зустріч Мстивоя II з великопольським князем Пшемислом II, на які було обидва князі визнали один одного спадкоємцями в своїх землях. Це рішення було викликано прагненням захиститися від агресивної політики Бранденбурзького маркграфства і Тевтонського ордену. Водночас Мстивой II оскаржив перед папою римським Мартином IV заповіти своїх родичів Самбора II і Ратибора, за яким Тевтонський орден отримував значні володіння в Східній Померанії. Проте вимушений був поступитися Тевтонському ордену областю Мевер навколо міста Гнев.
23 листопада 1287 року на з'їзді в Слупську за участю Мстивоя II, Пшемисла II, Богуслава IV, герцога Померанії, було укладено союз, спрямований проти Бранденбурзького маркграфства. При цьому Богуслава IV було включено до угоди щодо спадщини, укладеної Кемпно на випадок відсутності спадкоємців у Мстивоя та Пшемисла. Цей союз був підтверджений на з'їзді в Накло в 1291 році. Але у 1289 та 1292 Рюген та Бранденбург уклали угоду щодо розподілу Східної Померанії після смерті Мстивоя II.
У 1288 році розлучився з дружиною внаслідок відсутності дітей або загалом поганих стосунків з дружиною. Того ж року одружився з Суліславою, колишньою черницею жіночого премостранського монастиря в Слупську.
25 грудня 1294 року помер у Гданську (поховано в монастирі в Оліве), і Пшемисл II відповідно до раніше досягнутих домовленостей успадкував його володіння: самостійне князівство Східна Померанія припинило своє існування. Втім деякий час точилася боротьба за спадок, оскільки частину володінь забажав Віслав II, князь Рюгену.

## Родина
1. Дружина — Юдіт (д/н — 1275), донька Дітриха I Веттіна, графа Бренна.
Діти:
- Катерина (бл. 1250—1312), дружина Прібислава II Мекленбурга, князя Пархім-Річенберга
- Євфимія (бл. 1260—1317), дружина Адольфа V, графа Гольштейну

2. Дружина — Євфросіна, донька Казимира I П'яста, князя Опольського.
Дітей не було.
3. Дружина — Суліслава.
Дітей не було.